# Bellator Milan 3
Bellator Milan: Gallagher vs. Ellenor ( conosciuto anche come Bellator Milan 3) è stato un evento di arti marziali miste tenuto dalla Bellator MMA il 3 ottobre 2020 all'Allianz Cloud di Milano in Italia.

## Risultati
|                  | Divisione             |                  |                 |                     | Metodo                                      | Round           | Tempo           | Premio          |
| Card Principale  | Card Principale       | Card Principale  | Card Principale | Card Principale     | Card Principale                             | Card Principale | Card Principale | Card Principale |
| ---------------- | --------------------- | ---------------- | --------------- | ------------------- | ------------------------------------------- | --------------- | --------------- | --------------- |
|                  | Pesi gallo            | James Gallagher  | batte           | Callum Ellenor      | Sottomissione (rear-naked choke)            | 1               | 4:31            |                 |
|                  | Pesi medi             | Charlie Ward     | batte           | Andy Monzolo        | Decisione unanime (29-28, 29-28, 29-28)     | 3               | 5:00            |                 |
|                  | Catchweight (160 lbs) | Charlie Leary    | batte           | Kiefer Crosbie      | KO tecnico (stop medico)                    | 1               | 5:00            |                 |
| Card Preliminare |                       |                  |                 |                     |                                             |                 |                 |                 |
|                  | Pesi piuma femminili  | Sinead Kavanagh  | batte           | Katharina Lehner    | Decisione unanime (29-28, 29-28, 29-28)     | 3               | 5:00            |                 |
|                  | Pesi leggeri          | Aymard Guih      | batte           | Chris Bungard       | Decisione non unanime (28-29, 29-28, 30-27) | 3               | 5:00            |                 |
|                  | Pesi welter           | Acoidan Duque    | batte           | Carlo Pedersoli Jr. | Decisione unanime (29-27, 30-27, 30-27)     | 3               | 5:00            |                 |
|                  | Pesi massimi          | Gokhan Sharicam  | batte           | Joffie Houlton      | KO tecnico (pugni)                          | 1               | 2:52            |                 |
|                  | Pesi piuma            | Andrew Fisher    | batte           | Ashleigh Grimshaw   | Decisione unanime (29-28, 29-28, 29-28)     | 3               | 5:00            |                 |
|                  | Pesi leggeri          | Kane Mousah      | batte           | Alessandro Botti    | Decisione non unanime (27-30, 29-28, 29-28) | 3               | 5:00            |                 |
|                  | Pesi piuma            | Asael Adjoudj    | batte           | Nathaniel Jessimer  | KO tecnico (gomitate)                       | 2               | 2:58            |                 |
|                  | Pesi welter           | Marek Jakimowicz | batte           | Curtis Dodge        | KO tecnico (gomitate)                       | 1               | 4:45            |                 |